# Kurmuk (Éthiopie)
Cet article concerne la ville éthiopienne. Pour la ville jumelle soudanaise, voir Kurmuk. Pour le woreda éthiopien, voir Kurmuk (woreda).
Kurmuk (en amharique : ኮርሙክ) est une ville d'Éthiopie, située dans le woreda de Kurmuk, dans la zone Asosa de la région Benishangul-Gumuz. Elle se trouve à 10° 33′ 26″ N, 34° 17′ 44″ E et à 653 mètres d'altitude. Elle jouxte la ville de Kurmuk, située de l'autre côté de la frontière soudanaise.
En 1962, Kurmuk a été reliée à Asosa par une route praticable par temps sec, « difficile mais praticable par les camions » selon les autorités routières. Cependant, en 1996, les déplacements sur cette route étaient « découragés pour des raisons de sécurité ».
Selon les données de l'Agence centrale de la statistique d'Éthiopie, en 2005, cette ville a une population totale estimée à 554 habitants, dont 297 hommes et 257 femmes. Selon le recensement national de 1994, sa population totale était de 322, dont 172 hommes et 150 femmes. C'est la plus grande localité du woreda de Kurmuk .
Le bataillon colonial italien en garnison à Kurmuk a attaqué le 7 juillet 1940 la ville jumelle soudanaise de Kurmuk, qui était défendue par Bimbashi Mervyn Bell, avec trois auxiliaires britanniques et 51 policiers. Bell a finalement retiré ses hommes en bon ordre, permettant aux Italiens de prendre la ville. Kurmuk a été prise aux Italiens par les Britanniques plusieurs mois plus tard le 14 février 1941.
Fin 1985, l'Armée populaire de libération du Soudan (APLS, groupe rebelle et future armée nationale du Soudan du Sud) a établi des bases dans les collines de l'autre côté de la frontière éthiopienne, au sud de Kurmuk. Les Forces de défense nationale éthiopiennes ont fourni un soutien à l'APLS lorsqu'elle a lancé un raid transfrontalier au Soudan en 1997.